# Nazmi Albadawi
Nazmi Albadawi (arab. نظمي البدوي; ur. 24 sierpnia 1991 w Raleigh) – palestyński piłkarz grający na pozycji ofensywnego pomocnika. Od 2018 jest zawodnikiem klubu FC Cincinnati.

## Kariera piłkarska
Swoją karierę piłkarską Albadawi rozpoczął w college’u w klubie North Carolina State Wolfpack, w którym grał w latach 2010–2013. W 2012 roku został zawodnikiem Carolina RailHawks i początkowo grał w nim w zespole U-23. W 2014 roku awansował do pierwszego zespołu. 13 kwietnia 2014 zadebiutował w nim w NASL w zremisowanym 1:1 wyjazdowym meczu z Indy Eleven. W zespole Carolina RailHawks, zwanego później North Carolina FC grał do końca 2017 roku.
W 2018 roku Albadawi został zawodnikiem FC Cincinnati grającego w USL Championship. Swój debiut w nim zaliczył 15 kwietnia 2018 w zremisowanym 1:1 wyjazdowym meczu z Bethlehem Steel i w debiucie zdobył gola. W sezonie 2019 gra z FC Cincinnati w Major League Soccer.
| Sezon | Klub               | Kraj              | Rozgrywki | Mecze | Gole |
| ----- | ------------------ | ----------------- | --------- | ----- | ---- |
| 2014  | Carolina RailHawks | Stany Zjednoczone | NASL      | 25    | 4    |
| 2015  | Carolina RailHawks | Stany Zjednoczone | NASL      | 25    | 6    |
| 2016  | Carolina RailHawks | Stany Zjednoczone | NASL      | 29    | 3    |
| 2017  | North Carolina FC  | Stany Zjednoczone | NASL      | 32    | 4    |
| 2018  | FC Cincinnati      | Stany Zjednoczone | NASL      | 27    | 11   |

## Kariera reprezentacyjna
W reprezentacji Palestyny Albadawi zadebiutował 16 listopada 2018 w wygranym 2:1 towarzyskim meczu z Pakistanem. W 2019 roku został powołany do kadry na Puchar Azji 2019.